# Стейн, Франсуа
Франсуа Филиппус Лодевик Стейн (африк. François Philippus Lodewyk Steyn, род. 14 мая 1987, Aliwal North, Восточно-Капская провинция) — южноафриканский регбист, выступающий на позициях в защите (инсайд-центр, фулбэк или винг). Выступает за клуб «Фри Стейт Читаз» в Кубке Карри и за национальную сборную ЮАР. В составе южноафриканской сборной — двукратный чемпион мира (2007 и 2019 годов), чего добивался в прошлом только Ос дю Рандт (чемпион мира 1995 и 2007 годов). В 2009 году сыграл важную роль в победе сборной ЮАР над «Британскими и ирландскими львами».

## Клубная карьера
Игровую карьеру начал в составе «Шаркс», дебютировав в Супер 14 в их составе на позиции правого винга. После того, как из-за травмы выбыл из состава Перси Монтгомери, Стейн занял его позицию фулбэка и выступал там до возвращения Монтгомери в матче 11-го тура против «Блюз». В Кубке Карри параллельно играл за команду «Натал Шаркс».
В апреле 2009 года заключил двухлетнее соглашение с французским клубом «Расинг», зарплата в клубе составляла до 750 тысяч евро за сезон. Вернулся в «Шаркс» 29 мая 2012 года, заключив трёхлетний контракт: с командой сыграл в двух последних турах сезона Супер Регби 2012 и вышел с командой в финал, однако в окончательную заявку попасть не успел: клуб без него проиграл в финале команде «Чифс».
В начале розыгрыша Супер Регби 2013 года Стейн был капитаном команды в отсутствие Кигана Дэниэля, набрав форму по ходу регулярного сезона, однако в матче против «Хайлендерс» в Данидине получил травму и выбыл до полуфинала Кубка Карри между «Натал Шаркс» и «Фри Стейт Читаз», где вышел в стартовом составе и позже был заменён. В финале против «Уэстерн Провинс» его игра в обороне позволила выиграть «Шаркс» Кубок Карри.
3 июня 2014 года заключил двухлетнее соглашение с японским клубом «Тосиба Брэйв Лупус».
В феврале 2016 года Стейн перешёл в «Монпелье Эро», вернувшись в ЮАР в 2020 году и войдя в состав «Фри Стейт Читаз».

## Карьера в сборной
Сыграв 10 матчей в Кубке Карри за «Натал Шаркс» в 2006 году, в возрасте 19 лет Стейн был впервые вызван в расположение сборной ЮАР. Джейк Уайт вызвал его в канун турне ЮАР по странам Северного Полушария. В дебютной игре против Ирландии Стейн, играя на позиции винга, занёс первую попытку, а во втором тест-матче, прошедшем против Англии, выступил на позиции фулбэка и забил дроп-гол со своей половины поля.
В Кубке трёх наций 2007 года в первом матче против Австралии на стадионе «Ньюлендс» в Кейптауне Стейн забил два дроп-гола с 42 и 30 метров соответственно, что помогло его команде победить. В том же году он попал в заявку на чемпионат мира во Франции: в первом матче группового этапа против Самоа он заменил получившего травму центрового Жана де Вильерса, заняв позицию инсайд-центра. В том матче команда ЮАР победила 59:7, выиграв второй тайм со счётом 37:0.
22 сентября 2007 года в игре против Тонги, прошедшей в 3-м туре и завершившейся победой ЮАР 30:25, Франсуа Стейн и тонганец Джозеф Вака устроили потасовку, за что обоим показали по жёлтой карточке и удалили обоих на 10 минут. 24 сентября состоялось дисциплинарное слушание по факту инцидента, а именно по обвинению Стейна в попытке укусить Ваку: обвинения в итоге были сняты. В финале против Англии Стейн сыграл на позиции инсайд-центра, выйдя в стартовом составе: он забил один штрафной и также совершил рывок, который завершился назначением штрафного в пользу ЮАР. Победа ЮАР со счётом 15:9 над Англией позволила Стейну стать самым молодым чемпионом мира на тот момент.
В Кубке трёх наций 2009 года в заключительном матче против Новой Зеландии Стейн забил три штрафных со своей половины поля, что стало уникальным достижением в регби. В 2012 году Стейн провёл 50-й матч против сборной Аргентины, став самым молодым на тот момент южноафриканцем, преодолевшим эту отметку: в том же году, однако, он не сыграл в двух заключительных матчах Чемпионата регби, пропустил Кубок Карри и матчи сборных в конце года в Великобритании.
В 2017 году после трёхлетнего перерыва Стейн снова был вызван в сборную ЮАР для серии матчей против Франции в связи с тем, что получили травмы Пэт Ламби и Хандре Поллард.
В 2019 году Стейн попал в заявку сборной ЮАР на чемпионат мира в Японии. Благодаря победе южноафриканцев в финале над Англией он стал вторым в истории ЮАР двукратным чемпионом мира по регби.

## Стиль игры
Отличается хорошим дальним ударом и умением осуществлять захваты.